# Кофела, Маргарет
Маргарет Факаабу Кофела (англ. Margaret Faka'abu Kofela, род. 17 августа 1999, Соломоновы Острова) — соломонская футболистка, вратарь «РСАПФ Роялз».

## Биография
Маргарет Кофела родилась 17 августа 1999 года.
Играла в футбол на позиции вратаря за «Соломон Уорриорз» и «РСАПФ Роялз» из Хониары. В 2020 году в составе «РСАПФ Роялз» завоевала золотую медаль первого женского чемпионата Соломоновых Островов, а также была получила приз «Золотая перчатка» лучшему вратарю турнира, пропустив всего 7 мячей.
В 2018 году выступала за женскую сборную Соломоновых Островов по футболу, выступив в квалификационном турнире женского Кубка наций ОФК, который проходил в Лаутоке. Кофела полностью отыграла все три матча, в которых футболистки Соломоновых Островов выиграли у Американского Самоа (2:0), сыграли вничью с Фиджи (0:0) и уступили Вануату (0:1).

## Достижения

### Командные
РСАПФ Роялз
- Чемпионка Соломоновых Островов (1): 2020

### Личные
РСАПФ Роялз
- Лучший вратарь чемпионата Соломоновых Островов (1): 2020